# Ney (instrument)

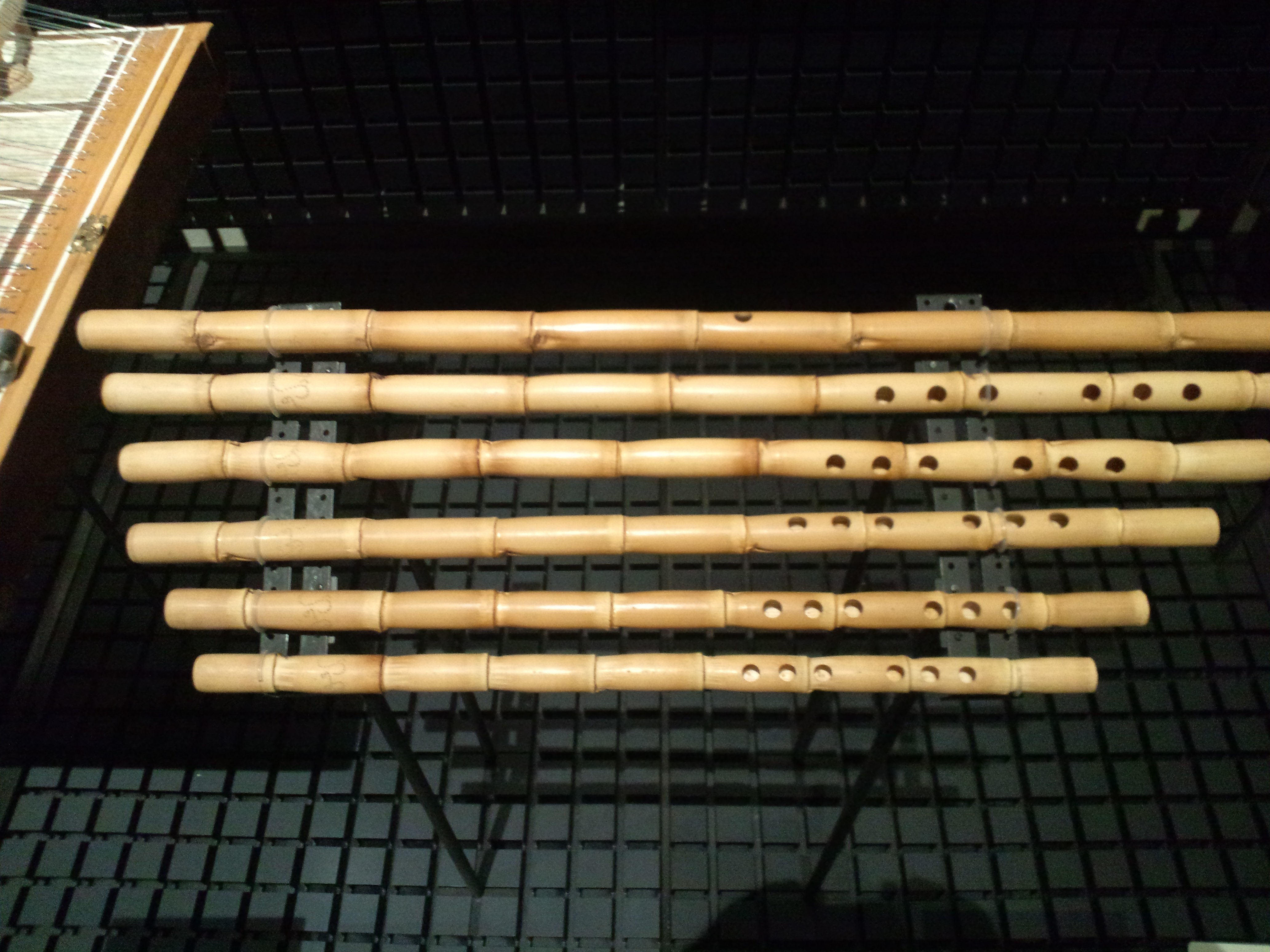
Ney w muzeum w Osace

Ney (nai, nye, nay) – piszczałka o zadęciu krawędziowym, rodzaj fletu, popularny w muzyce Bliskiego Wschodu. Jeden z najstarszych instrumentów muzycznych, którego ślady można odnaleźć w Egipcie już 3000 lat p.n.e. Jest to piszczałka o zadęciu krawędziowym o długości od 60 do 70 cm. Tradycyjnie wytwarza się ją z lasecznicy trzcinowatej, jednak współcześnie często używa się plastikowych lub metalowych rurek.

Perski ney posiada 6 otworów, z których jeden znajduje się z tyłu. W krajach arabskich i Turcji instrument ten ma 7 otworów; 6 z przodu i jeden z tyłu na kciuk.